# بومة قزمة أوراسية

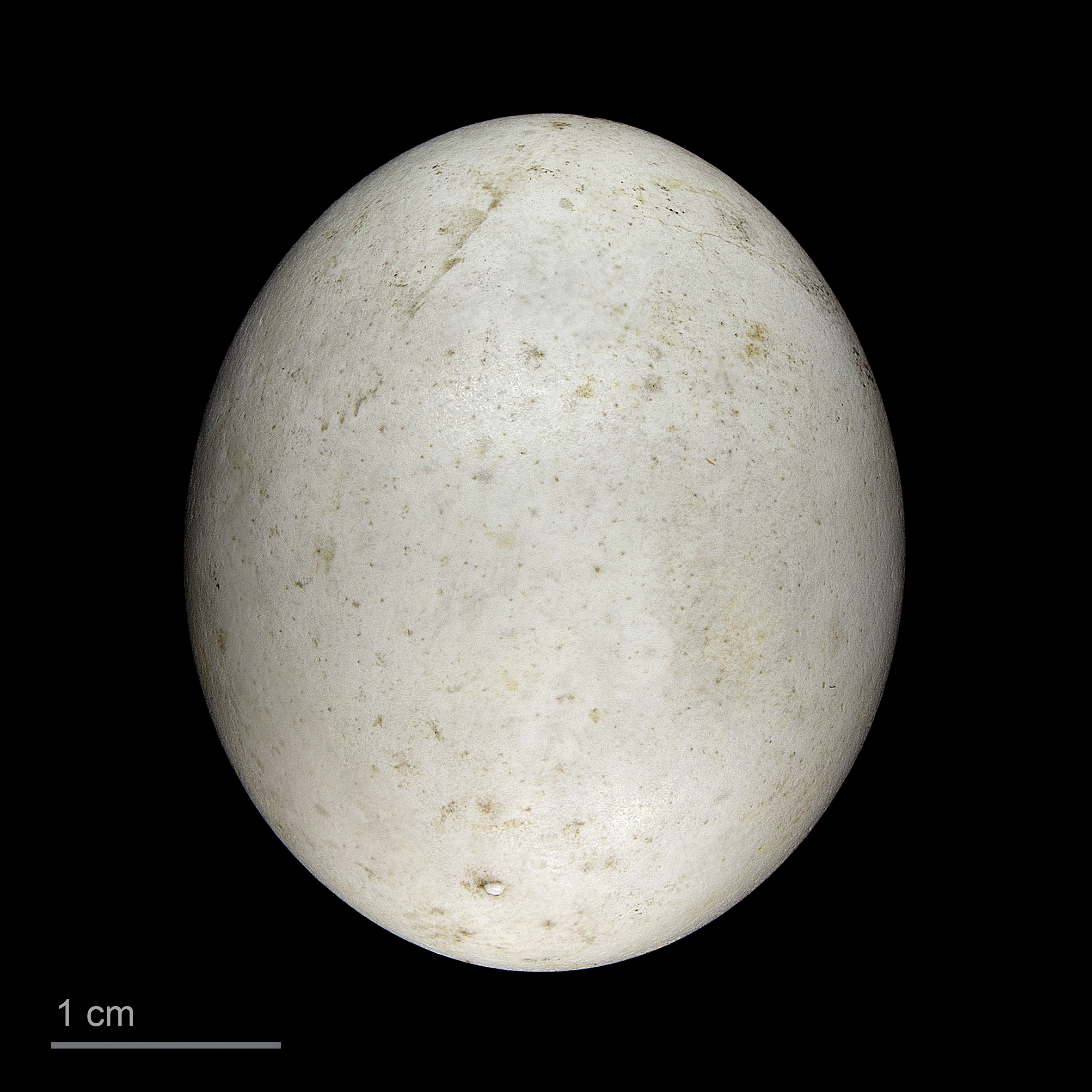
بيضة الحنمة

حَنَمَة أو بومة قزمة أوراسية (الاسم العلمي: Glaucidium passerinum) نوعٌ من فصيلة بوم حقيقي.

## الوصف
أصغر أنواع الفصيلة قدًا وأكثر انسجامًا. طول الذكر نحو 18 سم، وبسطة سقطيه نحو 42 سم. الأنثى طولها نحو 20 سم، وبسطة سقطيها ٤٧ سم وثوبها أعبق لونًا من لون الذكر.

## الموئل والنطاق
موطنه جميع البلاد المعتدلة الحرارة. يألف الأحراج ويمضي الصيف في الجبال العالية ثم يقترب من الأماكن الآهلة مع صقيع الشتاء وزمهريره.

## التكاثر
يُدثِّن عشه في صدوع الأشجار وتجاويفها. أنثاه تضع أربع بيضات صغيرة مستديرة غبراء اللون تحضنها وحدها.

## الغذاء
يلتمس قوته عند الغروب وفي الصباح الباكر. يصيد الفأر وجميع أنواع الحشرات.